# آغوزكله (مقاطعة فومن)
آغوزكله (بالفارسية: آغوزکله) هي قرية تقع في غيلان في إيران. يقدر عدد سكانها بـ 14 نسمة .